# Point Loma

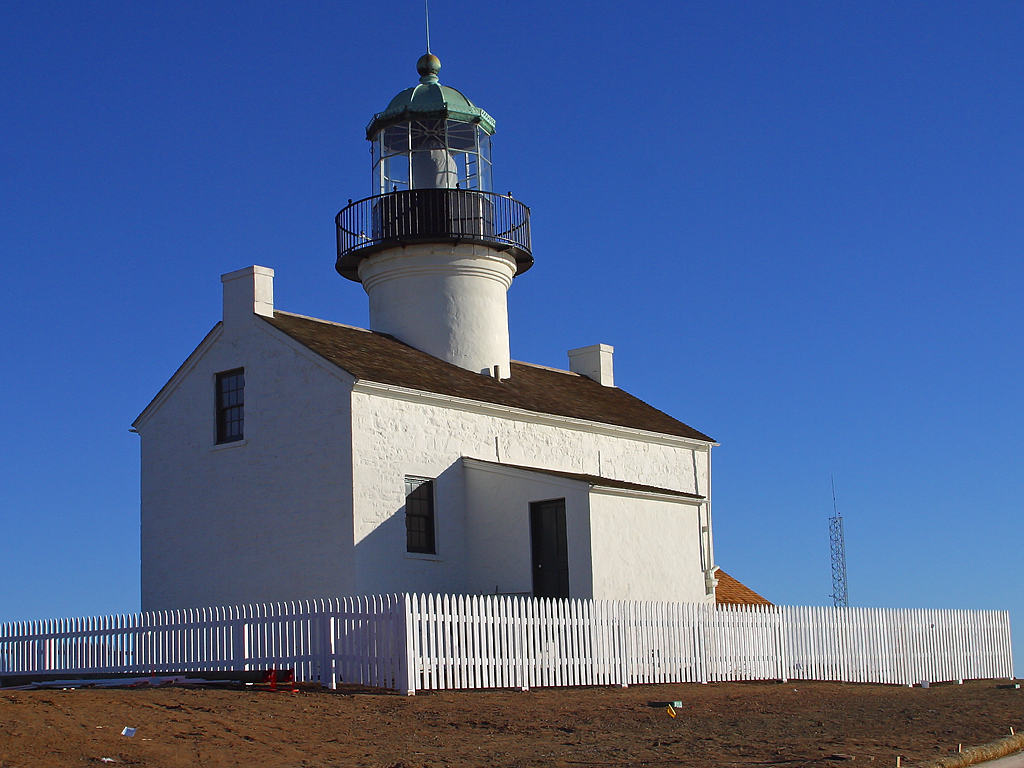
Antiguo faro de Point Loma
Jon Sullivan.

Point Loma es un barrio costero de San Diego, Estados Undios. Geográficamente se trata de una península ondulada, que limita al oeste y al sur por el océano Pacífico, al este con la bahía de San Diego y Old Town y al norte por el río San Diego. Junto con la península de Coronado, Point Loma está separada de la bahía de San Diego del océano Pacífico. 
Point Loma tiene una población estimada de 45,887 (incluyendo a Ocean Beach), según el Census Bureau del 2000.

## Geografía

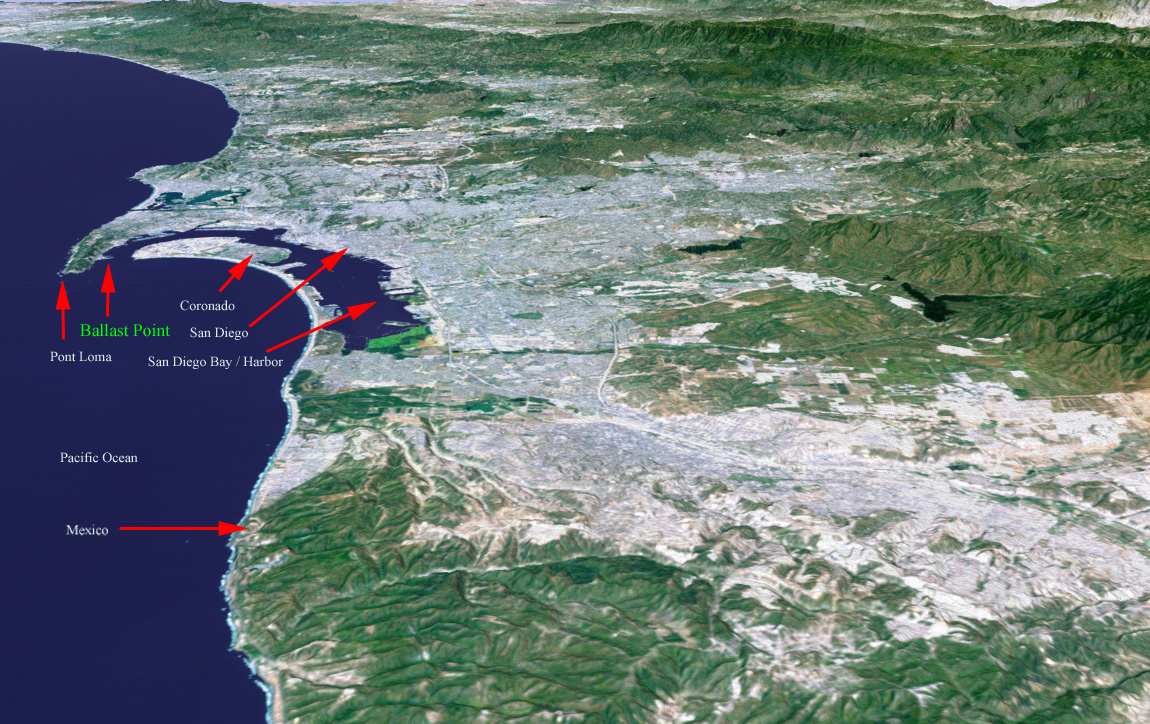
Mapa en 3D mostrando a las áreas que rodean a Point Loma en febrero de 2000.

En Point Loma se localiza la terminal occidental de la Interestatal 8, que viaja a lo largo del extremo norte de la península. 
Las arterias principales de Point Loma son Rosecrans Street, que sirve a la bahía de Point Loma; Sunset Cliffs Boulevard, que conduce al mar (estas calles son paralelas entre sí en una ruta noreste a suroeste); Sports Arena Boulevard; West Point Loma Boulevard; Catalina Boulevard; y Nimitz Boulevard. 
Gran parte de las secciones costeras están establecidas en un patrón de cuadrículas, con cuadras más grandes en las zonas costeras que en la zona de la bahía.

## Historia
Point Loma fue descubierta por los españoles el 28 de septiembre de 1542, cuando Juan Rodríguez Cabrillo llegó de México, para dirigir una expedición y explorar la costa occidental de lo que ahora es conocido como los Estados Unidos. Cabrillo describió la Bahía de San Diego como “un excelente puerto cerrado,” y los historiadores creen que estacionó su buque insignia al este de Loma, probablemente en Ballast Point. En 1797 se construyó ahí Fort Guijarros.